# Franz Kuchenbuch III
Franz Kuchenbuch III (* 15. Oktober 1863 in Müncheberg; † 16. August 1944 in Stendal) war ein deutscher Gewerberat und Heimatforscher.
Franz Kuchenbuch war der Sohn des Juristen, Malers und Heimatforschers Franz Kuchenbuch II. Von 1904 bis 1944 leitete er ehrenamtlich als Kustos das Altmärkische Museum in Stendal. Er gehörte 1940 zu den Mitbegründern der Winckelmann-Gesellschaft.
Eine von ihm zusammengestellte Bibliographie zur Geschichte der Altmark blieb Manuskript und wurde erst 1970 vervielfältigt.
Sein Sohn war der Prähistoriker Freidank Kuchenbuch.

## Veröffentlichungen
- Das Lias-Vorkommen bei Volkmarsen. In: Jahrbuch der Königlichen Preußischen geologischen Landesanstalt und Bergakademie 11, 1890, S. 74–101 Volltext
- Eine neue Hansaschüssel aus Stendal, In: Stendaler Beiträge 5, 1928, S. 272–284.
- Ein Salzwedeler Chirurgen-Hausbuch aus dem 17. und 18. Jahrhundert. In: Stendaler Beiträge 6, 1937, S. 461–479
- Gustav Nachtigal und seine Heimat. In: 600 Jahre Gymnasium zu Stendal. Festschrift. 1338–1938. Stendal 1938, S. 23–28
- Bibliographie zur Geschichte der Altmark. 4 Bde. Universitäts- und Landesbibliothek, Halle 1970